# 山梨県道502号大月停車場線

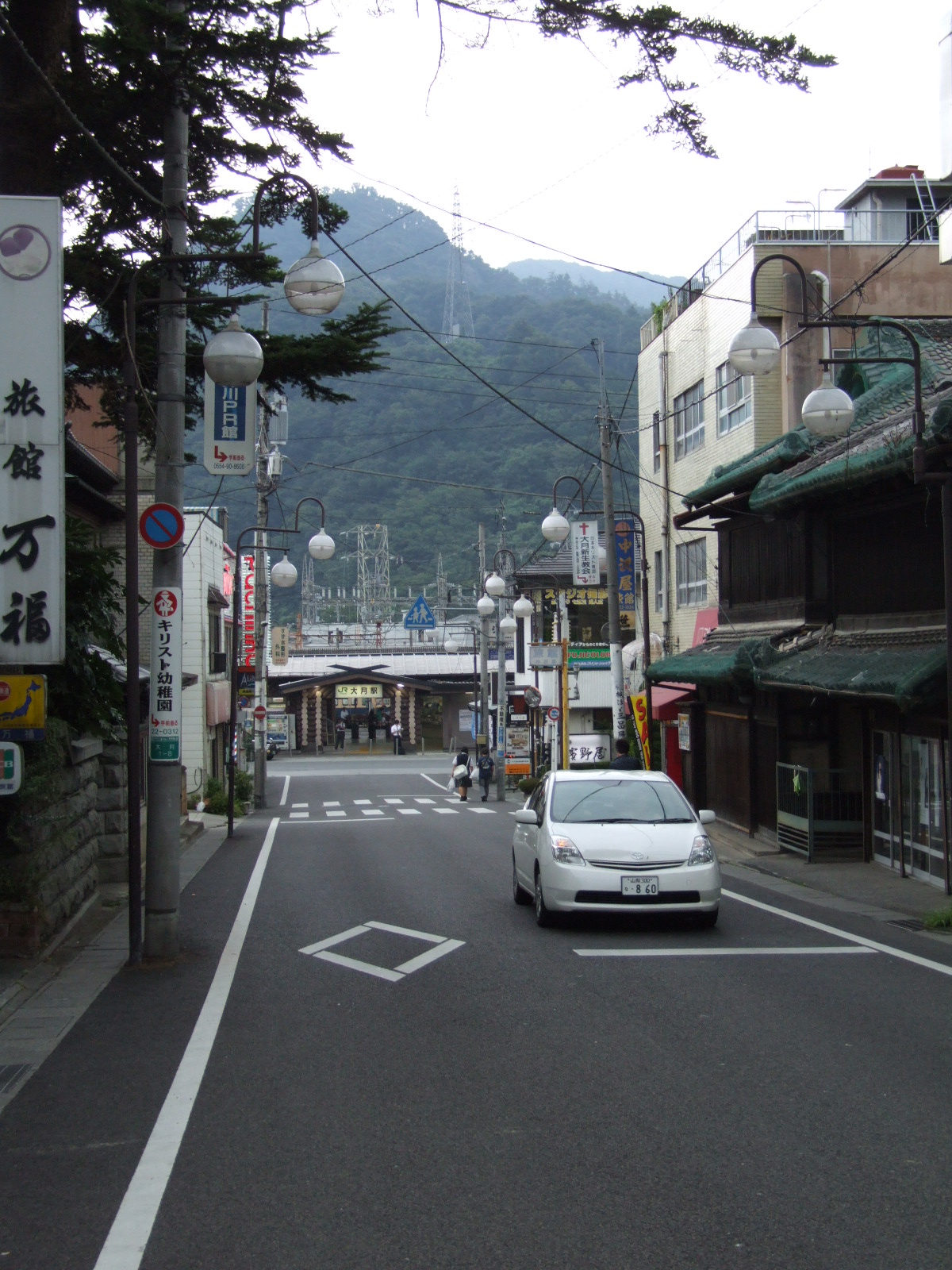
突き当りが大月駅（2005年8月）

山梨県道502号大月停車場線（やまなしけんどう502ごう おおつきていしゃじょうせん）は、山梨県大月市を起点・終点とする一般県道である。

## 概要
大月駅から正面の南へ、同市の中心道路である国道20号まで伸びる道路である。終点となる交差点からはさらに大月バイパスまで道路が通じる。

### 路線データ
- 起点：山梨県大月市大月1丁目（中央本線・富士山麓電気鉄道富士急行線大月駅）
- 終点：山梨県大月市大月1丁目（大月駅前交差点＝国道20号交点）

## 通過する自治体
- 山梨県大月市

## 交差・接続する道路
- 国道20号（大月市大月1丁目・大月駅前交差点）